# Gare de Cornil
Gare de Cornil – stacja kolejowa w miejscowości Cornil, w departamencie Corrèze, w regionie Nowa Akwitania, we Francji. Jest zarządzana przez SNCF i obsługiwana przez pociągi TER Nouvelle-Aquitaine. Położona jest w pobliżu gminy Aubazines.

## Położenie
Znajduje się na linii Coutras – Tulle, na km 165,408 między stacjami Aubazine - Saint-Hilaire i Tulle, na wysokości 175 m n.p.m.

## Linie kolejowe
- Linia Coutras – Tulle